# Lycorea
Lycorea es un género de lepidópteros de la familia Nymphalidae. Es originario de México, Centroamérica, y Sudamérica.

## Especies
Relación de especies.
- Lycorea halia (Hübner, 1816) – Tropical Milkweed Butterfly - Especie tipo para el género
- Lycorea ilione (Cramer, [1775]) – Clearwing Mimic Queen
- Lycorea pasinuntia (Stoll, [1780]) – Pasinuntia Mimic Queen